# Hermippe
Hermippe (gr. Ερμίππη) – w mitologii greckiej córka Anterosa i Kranajchme, królewny ateńskiej. Uchodziła za najpiękniejszą kobietę w mitologii greckiej. Zeus zapałał ogromną miłością do Hermippe, ale ona odrzuciła jego zaloty. Kiedy kąpała się w rzece Paktolos, król bogów, przybrawszy postać barana, zgwałcił ją. Urodziła mu Orchomenos i Chrysomallosa, baranka po którego wełnę Jazon płynął do Kolchidy. Posiadała pierścień, który czynił ją niewidzialną.